# Horst (zemský okres Přední Pomořansko-Rujána)
Horst je vesnice v zemském okresu Přední Pomořansko-Rujána v německé spolkové zemi Meklenbursko-Přední Pomořansko. Leží 12 kilometrů východně od města Grimmen, 21 kilometrů jihovýchodně od Stralsundu a 11,5 kilometru severozápadně od Greifswaldu. První písemná zmínka o vesnici Horst pochází ze 12. března 1323, avšak oblast byla osídlena mnohem dříve. V roce 1871 zde žilo 476 obyvatel. K roku 2015 jich bylo pouze 292. Narodil se zde například teolog Albert Georg Schwartz.